# Gilles Veissière
Gilles Veissière (Nizza, 1959. szeptember 18. –) francia nemzetközi labdarúgó-játékvezető. 2008-tól Nizza város polgármestere, menedzser.

## Pályafutása

### Nemzeti játékvezetés
Játékvezetésből 1974-ben vizsgázott, 1990-ben lett az I. Liga játékvezetője. Eléggé vegyes a megítélése, még hazájában is, hiszen sokan azt mondják, hogy Eric Poulat, vagy Alain Sars nagyságrendekkel jobb bíró nála. Ennek ellenére Veissière kapja a nagy feladatokat. Az aktív nemzeti játékvezetéstől 2004-ben vonult vissza.

#### Nemzeti kupamérkőzések
Vezetett Kupa-döntők száma: 1.

##### Francia Kupa
| Időpont        | Helyszín                     | Mérkőzés típusa | Mérkőzés         | Eredmény | Nézők száma |
| -------------- | ---------------------------- | --------------- | ---------------- | -------- | ----------- |
| 1998. május 2. | Stade de France, Saint-Denis | döntő           | Paris SG–Belgium | 2 – 1    | 78 265      |

### Nemzetközi játékvezetés
A Francia labdarúgó-szövetség Játékvezető Bizottsága (JB) terjesztette fel nemzetközi játékvezetőnek, a Nemzetközi Labdarúgó-szövetség (FIFA) 1992-től tartotta nyilván bírói keretében. Több, mint egy évtizede a nemzetközi keret tagja, foglalkoztatásának egyik gátja honfitársa Marc Batta nemzetközi pozíciója volt. 2000-ben Batta visszavonult és megnyílt az út Veissière előtt. A francia nemzetközi játékvezetők rangsorában, a világbajnokság-Európa-bajnokság sorrendjében a 2. helyet foglalja el 20 találkozó szolgálatával. Az UEFA által szervezett labdarúgó kupasorozatokban összesen 60 mérkőzést vezetett, amivel a 9. helyen áll. Az aktív nemzetközi játékvezetéstől 2004-ben a FIFA 45 éves korhatárát elérve búcsúzott. Válogatott mérkőzéseinek száma: 24.

#### Világbajnokság

##### U20-as labdarúgó-világbajnokság
Malajzia rendezte a 11., az 1997-es ifjúsági labdarúgó-világbajnokságot, ahol a FIFA JB bemutatta a nemzetközi résztvevőknek.
| Időpont          | Helyszín                        | Mérkőzés típusa              | Mérkőzés           | Eredmény | Nézők száma |
| ---------------- | ------------------------------- | ---------------------------- | ------------------ | -------- | ----------- |
| 1997. június 16. | Shah Alam Stadion, Kuala Lumpur | csoportmérkőzés (A. csoport) | Malajzia–Marokkó   | 1 – 3    | 25 000      |
| 1997. június 19. | Shah Alam Stadion, Kuala Lumpur | csoportmérkőzés (A. csoport) | Malajzia–Uruguay   | 1 – 3    | 10 000      |
| 1997. június 29. | Sarawak Stadion, Kuching        | egyik negyeddöntő            | Argentína–Brazília | 2 – 0    | 34 896      |

---
A világbajnoki döntőhöz vezető úton Franciaországba a XVI., az 1998-as labdarúgó-világbajnokságra, Dél-Koreába és Japánba a XVII., a 2002-es labdarúgó-világbajnokságra illetve Németországba a XVIII., a 2006-os labdarúgó-világbajnokságra  a FIFA JB bíróként alkalmazta. Világbajnokságon vezetett mérkőzéseinek száma: 2.

##### 1998-as labdarúgó-világbajnokság

###### Selejtező mérkőzés
| Időpont           | Helyszín                  | Mérkőzés típusa           | Mérkőzés            | Eredmény | Nézők száma |
| ----------------- | ------------------------- | ------------------------- | ------------------- | -------- | ----------- |
| 1997. március 29. | Littorio Stadion, Trieszt | előselejtező (2. csoport) | Olaszország–Moldova | 3 – 0    | 26 000      |
| 1997. október 11. | Olimpiai Stadion, Athén   | előselejtező (1. csoport) | Görögország–Dánia   | 0 – 0    | 64 272      |

##### 2002-es labdarúgó-világbajnokság

###### Selejtező mérkőzés
| Időpont           | Helyszín                    | Mérkőzés típusa           | Mérkőzés            | Eredmény | Nézők száma |
| ----------------- | --------------------------- | ------------------------- | ------------------- | -------- | ----------- |
| 2000. október 11. | Maksimir Stadion, Zágráb    | előselejtező (6. csoport) | Horvátország–Skócia | 1 – 1    |             |
| 2001. június 6.   | Qemal Stafa Stadion, Tirana | előselejtező (9. csoport) | Albánia–Németország | 0 – 2    | 12 800      |

###### Világbajnoki mérkőzés
| Időpont          | Helyszín                     | Mérkőzés típusa              | Mérkőzés          | Eredmény | Nézők száma |
| ---------------- | ---------------------------- | ---------------------------- | ----------------- | -------- | ----------- |
| 2001. június 2.  | Világbajnoki Stadion, Kasima | csoportmérkőzés (F. csoport) | Argentína–Nigéria | 1 – 0    | 34 050      |
| 1971. február 3. | Központi Stadion, Oszaka     | csoportmérkőzés (H. csoport) | Tunézia–Japán     | 0 – 2    | 45 213      |

##### 2006-os labdarúgó-világbajnokság

###### Selejtező mérkőzés
| Időpont          | Helyszín                                | Mérkőzés típusa           | Mérkőzés                                   | Eredmény | Nézők száma |
| ---------------- | --------------------------------------- | ------------------------- | ------------------------------------------ | -------- | ----------- |
| 2004. október 9. | Asim Ferhatović Hase Stadion, Szarajevó | előselejtező (7. csoport) | Bosznia-Hercegorvina–Szerbia és Montanegró | 0 – 0    | 22 440      |

#### Európa-bajnokság
Az európai labdarúgó torna döntőjéhez vezető úton Angliába a X., az 1996-os labdarúgó-Európa-bajnokságra, Belgiumba és Hollandiába a XI., a 2000-es labdarúgó-Európa-bajnokságra illetve Portugáliába a XII., a 2004-es labdarúgó-Európa-bajnokságra az UEFA JB játékvezetőként foglalkoztatta.

##### 1996-os labdarúgó-Európa-bajnokság

###### Selejtező mérkőzés
| Időpont            | Helyszín                   | Mérkőzés típusa           | Mérkőzés                    | Eredmény | Nézők száma |
| ------------------ | -------------------------- | ------------------------- | --------------------------- | -------- | ----------- |
| 1995. március 29.  | Bazaly Stadion, Ostrava    | előselejtező (5. csoport) | Csehország–Fehéroroszország | 4 – 2    | 5549        |
| 1995. november 15. | Parken Stadion, Koppenhága | előselejtező (2. csoport) | Dánia–Örményország          | 3 – 1    | 40 208      |

##### 2000-es labdarúgó-Európa-bajnokság

###### Selejtező mérkőzés
| Időpont             | Helyszín                     | Mérkőzés típusa           | Mérkőzés               | Eredmény | Nézők száma |
| ------------------- | ---------------------------- | ------------------------- | ---------------------- | -------- | ----------- |
| 1999. március 27.   | Estadio Mestalla, Valencia   | előselejtező (6. csoport) | Spanyolország–Ausztria | 9 – 0    | 45 000      |
| 1999. szeptember 8. | Ullevaal Stadion, Oslo       | előselejtező (2. csoport) | Norvégi–Szlovénia      | 4 – 0    | 24 288      |
| 1999. november 17.  | Bursa Atatürk Stadion, Bursa | rájátszás                 | Törökország–Írország   | 0 – 0    | 19 900      |

###### Európa-bajnoki mérkőzés
| Időpont          | Helyszín                    | Mérkőzés típusa              | Mérkőzés                  | Eredmény | Nézők száma |
| ---------------- | --------------------------- | ---------------------------- | ------------------------- | -------- | ----------- |
| 2000. június 17. | GelreDome, Arnhem           | csoportmérkőzés (A. csoport) | Románia–Portugália        | 0 – 1    | 18 000      |
| 2000. június 21. | Jan Breydel Stadion, Brugge | csoportmérkőzés (C. csoport) | Jugoszlávia–Spanyolország | 3 – 4    | 22 000      |

##### 2004-es labdarúgó-Európa-bajnokság

###### Selejtező mérkőzés
| Időpont            | Helyszín                    | Mérkőzés típusa           | Mérkőzés               | Eredmény | Nézők száma |
| ------------------ | --------------------------- | ------------------------- | ---------------------- | -------- | ----------- |
| 2002. október 16.  | Millennium Stadion, Cardiff | előselejtező (9. csoport) | Wales–Olaszország      | 2 – 1    | 70 000      |
| 2003. október 11.  | Maksimir Stadion, Zágráb    | előselejtező (8. csoport) | Horvátország–Bulgária  | 1 – 0    | 37 000      |
| 2003. november 15. | Skonto Stadion, Riga        | rájátszás                 | Lettország–Törökország | 1 – 0    | 10 000      |

###### Európa-bajnoki mérkőzés
| Időpont          | Helyszín                 | Mérkőzés típusa              | Mérkőzés                | Eredmény | Nézők száma |
| ---------------- | ------------------------ | ---------------------------- | ----------------------- | -------- | ----------- |
| 2004. június 15. | Központi Stadion, Aveiro | csoportmérkőzés (D. csoport) | Csehország–Lettország   | 2 – 1    | 21 744      |
| 2004. június 20. | Algarve Stadion, Loulé   | csoportmérkőzés (A. csoport) | Oroszország–Görögország | 2 – 1    | 24 347      |

#### Nemzetközi kupamérkőzések
Vezetett Kupa-döntők száma: 1.

##### UEFA-kupa
| Időpont         | Helyszín                    | Mérkőzés típusa | Mérkőzés                      | Eredmény | Nézők száma |
| --------------- | --------------------------- | --------------- | ----------------------------- | -------- | ----------- |
| 2001. május 16. | Signal Iduna Park, Dortmund | döntő           | Liverpool FC–Deportivo Alavés | 5 – 4    | 48 050      |

## Sporttevékenység
2005-től a Channel + League 1 valamint a Channel + Sportson játékvezetői tanácsadója. 2008-tól  Channel Football Club program egyik szerkesztője.

## Szakmai sikerek
Az IFFHS (International Federation of Football History & Statistics) 1987-2011 évadokról tartott nemzetközi szavazásán 151, játékvezető besorolásával minden idők 42, legjobb bírójának rangsorolta. A 2008-as szavazáshoz képest 32 pozíciót előbbre lépett.